# Personaggi di 90210
Questa voce contiene un elenco dei personaggi presenti nella serie televisiva 90210.

## Personaggi principali

### Harry Wilson
(interpretato da Rob Estes)
Egli è il figlio di Tabitha Wilson, ex marito di Debbie Wilson, padre di Annie e Dixon, vecchio vicino di Kelly Taylor, e un laureato di West Beverly Hills High. Decide di tornare a Beverly Hills, accettando una posizione di principale al suo vecchio liceo.

### Annie Wilson
Annie Wilson è interpretato da Shenae Grimes.
Prima stagione
Annie arriva a Beverly Hills con la sua famiglia, per dare supporto a sua nonna, una ex star del cinema ormai alcolizzata e chiusa nella sua bellissima ed enorme villa. La ragazza troverà come prima difficoltà nella sua nuova città le amicizie e la scuola, dove capisce quanto sia importante la propria immagine e avere un briciolo di rispetto da parte degli altri. Tempo prima Annie sempre in visita da sua nonna, conobbe Ethan Word un ragazzo buono e gentile di cui si innamorò perdutamente. Rincontrandosi con lui scopre come il tempo lo abbia cambiato rendendolo uno dei ragazzi più popolari della scuola, fidanzato con Naomi Clark una bellissima quanto viziata e snob ragazza. Annie stringerà presto amicizia con Naomi, che nel più spesso dei casi la sfrutterà. Nonostante sia solo una semplice e nuova ragazza della scuola Annie ruberà le attenzioni di Ty Collins, uno dei ragazzi più ricchi e popolari di tutta la West Beverly High School, che con il passare del tempo diventerà il suo nuovo ragazzo. Tutto verrà rovinato da Adrianna che infuriata dal fatto che Annie le ha rubato la parte nello spettacolo della scuola, distrugge la loro relazione. Annie ormai amareggiata dalle delusioni delle finte amicizie, finisce proprio tra le braccia di Ethan che aveva chiuso la sua relazione, iniziando così una storia segreta alle spalle di Naomi che le aveva proibito a priori di non frequentare per nessun motivo il suo ex fidanzato. Annie continuerà così a frequentare segretamente Ethan, ma durante una pausa delle lezioni Naomi scoprirà i due insieme, ponendo fine alla sua amicizia con Annie. Durante un viaggio in macchina diretto alla festa del gruppo teatrale della scuola Ethan ha un incidente con una ragazza della sua stessa scuola, Rhonda. Annie si accorgerà come il suo ragazzo lentamente si stia allontanando per stare vicino a Rhonda. Le cose per Annie ed Ethan vanno male e pongono fine alla loro storia durante la ricerca di Silver scappata da tutti per la sua rottura con Dixon. Dopo essersi scusata con Naomi per il torto fatto, tutto ritornerà come prima e le due saranno di nuovo amiche. Annie aiuterà così Naomi a creare un rapporto con Liam un ragazzo nuovo, che sembra non le dia corda. I ragazzi della scuola decidono di organizzare una festa dopo il ballo scolastico, Naomi affida le chiavi della sua casa ad Annie, raccomandandole di prestare attenzione che i ragazzi invitati alla festa non distruggessero niente, durante la sua assenza, dovuta al parto di Adrianna. Jen sorella di Naomi, infuriata riguardo al fatto che Naomi abbia dato una festa senza il suo consenso va a letto con Liam per vendetta, ma Naomi entrando in camera ritrova solo Liam mezzo nudo e la mantella di Annie, supponendo così che la ragazza con cui Liam avesse fatto l'amore fosse stata Annie. Naomi insulta così Annie davanti a tutti gli invitati, umiliandola nel peggiore dei modi e un ragazzo le getta inoltre sul viso una bibita alcolica. Sul volto della ragazza si dipinge così la rabbia in persona, la ragazza si allontana dagli invitati urlando frasi come in simbolo di vendetta. Richiude dietro di lei la porta dell'abitazione e denuncia la festa alla polizia con furia. Prende così una bottiglia di alcolici e si dirige verso la macchina, tutto ciò mostra Annie nella fase del cambiamento, in questo modo l'evento aveva tramutato Annie in una persona cattiva molto peggio di Naomi. In viaggio da diverso tempo nel veicolo, Annie ubriaca a causa dell'alcool investe un uomo senza soccorrerlo e scappa.
Seconda stagione
Dopo la furiosa lite avuta con Naomi, e dopo aver chiamato la polizia denunciando la sua festa come forma di vendetta, Annie sarà allontanata da tutti gli amici, prima fra tutti la stessa Naomi, seguita da Silver e Adrianna. Durante la festa di inizio estate, Annie passa la notte insieme ad un ragazzo, il quale per far sì che tutti credessero al fatto che lui avesse passato la notte con la figlia del preside, le fa una foto in cui la ragazza compare nuda. Accidentalmente, la foto cade nelle mani di Naomi, la quale in cerca di vendetta nei confronti di Annie, manda la foto a tutta la scuola riuscendo a vendicarsi e umiliando l'ex amica. In un primo momento, la sola persona a darle conforto è Silver, ma poi quando Annie si rende conto che neanche Silver crede alla sua versione dei fatti, decide di allontanarsi anche da lei. Altro evento che rende la vita di Annie difficile, è l'aver investito e non soccorso quell'uomo dopo essersene andata in lacrime dalla festa a casa di Naomi. L'unica persona che riuscirà a capirla e a starle vicino sarà Jasper, ragazzo apparentemente tranquillo che offre il suo aiuto alla ragazza. I due finiscono così per iniziare una relazione in cui Annie perderà la verginità.Grazie ad Adrianna però, Navid scopre che in realtà Jasper è uno spacciatore e comunica per primo la notizia a Dixon il quale informa i genitori di che tipo di relazione stesse vivendo Annie. Intanto, Naomi scopre la verità su come siano andati realmente i fatti la sera del ballo, ovvero che la persona con cui Liam era andato a letto era la sorella Jen e non Annie. Naomi cerca poi più volte di riconciliarsi con Annie la quale però non perdona l'umiliazione subita dall'ex amica. Durante il ballo che precede le vacanze Natalizie, Naomi e Silver vengono informate da Navid su chi veramente fosse Jasper e organizzandosi, cercano di parlare con Annie per farle capire che non sta con chi davvero crede, inizialmente, a causa di rapporti ormai difficili con tutti, Annie non crede alle parole dei ragazzi, finché Adrianna non la convincerà ammettendo di aver comprato la droga proprio da Jasper. Sconvolta, Annie lascia il ragazzo il quale però successivamente, svilupperà una vera e propria ossessione per lei, pedinandola e insistendo sul poter ritornare insieme. Vedendo che Annie continua a rifiutare, Jasper la ricatta, rivelando che la persona che Annie aveva investito tempo prima, era suo zio e che se lei non fosse tornata con lui, avrebbe rivelato a tutti la verità. Annie si riavvicina intanto a Naomi, Silver e Adrianna ma i rapporti non migliorano granché visto il ricatto subito da Jasper. Stanca di ricatti e sensi di colpa, Annie lascia definitivamente Jasper dicendogli che sarebbe stata lei stessa a confessare tutta la verità. Ritrovando finalmente un po' di tranquillità tra scuola amici e famiglia, Annie si avvicina molto a Liam proprio quando la relazione del ragazzo con Naomi entra in crisi. Annie passa sempre più tempo con Liam senza però lasciarsi andare ad una possibile storia, per non sfaldare nuovamente il rapporto con Naomi. Sarà proprio Liam però che darà coraggio ad Annie di affrontare le proprie colpe, aiutandola a confessare ai genitori di aver investito un uomo e di non averlo soccorso.
Terza stagione
Annie e Dixon affrontano la separazione dei genitori e la conseguente partenza del padre, nonché l'arrivo della cugina Emily, la quale causerà non pochi problemi, derivati della sua infatuazione per Liam e della sua ossessione per Annie. Nel frattempo Annie inizia ad uscire con il fratellastro di Liam, Charlie, il quale capirà col tempo che la persona di cui Annie è innamorata non è lui, bensì Liam. Compreso ciò decide di andare via e partire, risolvendo così anche i vecchi rancori che lo legavano al fratello, e permettendogli dunque di poter stare finalmente con Annie.
Quarta stagione
La storia tra Annie e Liam vivrà alti e bassi, dovuti a diverse situazioni: Liam chiede ad Annie di sposarlo, lei rifiuta ben due volte e Liam ubriaco sperpera tutto il suo denaro per comprare un bar che gestirà con successo prima insieme a Jane, un nuovo arrivo a Beverly Hills (si tratta della moglie di un suo amico defunto, che poi si scoprirà vivo, rimasta incinta prima della morte di quest'ultimo. Insieme si ritroveranno e andranno via da Beverly Hills); in seguito assumerà Adrianna come cameriera e ad aiutare a gestirlo ci sarà anche la sua nuova ragazza Vanessa, che incontrerà Liam dopo averlo investito (in realtà Vanessa finge di non aver mai investito l'uomo dopo aver visto una sua immagine su un tabellone pubblicitario, subito dopo aver provocato l'incidente). Annie scoprirà che Vanessa ha diverse personalità e metterà in guardia Liam, che però non decide di lasciarla, bensì di continuare la sua relazione. Annie inizialmente avrà dei problemi a riscuotere il denaro avuto dopo la morte di Marla, e dovrà lavorare come escort insieme a Bree (una sua amica di college), per poter aiutare il fratello Dixon a disintossicarsi.

### Dixon Wilson
Dixon Wilson è interpretato da Tristan Wilds.
Prima stagione
Così come faceva la serie originale, anche 90210 inizia con il trasloco di una famiglia. Questa volta non sono i Walsh, bensì i Wilson, formati da Debbie ed Harry Wilson, con i figli Annie e Dixon, ragazzo di colore da loro adottato. A differenza della serie-madre, inoltre, Harry è originario di Beverly Hills, e torna a casa sia per stare dietro alla madre Tabitha (Jessica Walter), sia per lavorare come preside al "West Beverly High". Dixon mostra di avere qualche problema con la famiglia adottiva, a causa del suo retaggio afro-americano. Dixon inizia una relazione con Erin Silver, sua compagna di scuola e la relazione diventa molto seria.
Seconda stagione
Silver lascia Dixon e poi tenta di riconquistarlo. Non riuscendoci inizia poi una relazione con il nuovo arrivato Teddy. Dixon frequenta brevemente Sasha, una ragazza più grande di lui, per poi mettersi con Ivy Sullivan. I due, inizialmente, fingono per far ingelosire Silver e Liam, rispettivamente ex e oggetto del desiderio dei due, ma in seguito il loro rapporto crescerà fino a diventare del tutto reale.
Terza stagione
Annie e Dixon affrontano la separazione dei genitori e la conseguente partenza del padre, nonché l'arrivo della cugina Emily, la quale causerà non pochi problemi, derivati della sua infatuazione per Liam e della sua ossessione per Annie. Intanto, Silver e Navid iniziano ad avere una relazione, alimentando il triangolo con Adrianna, risolto nella felicità dei due; Adrianna verrà allontanata da tutti, avendo causato volontariamente alcuni problemi a Silver, legati al suo disturbo bipolare, come forma di vendetta. Dixon entra nel panico credendo di essere affetto da AIDS; la sua freddezza porta Ivy a tradirlo col nuovo arrivato Oscar, cosa che metterà fine alla loro storia.
Quarta stagione
Dixon cerca un appartamento, ma è costretto a condividerlo con un certo Austin, che ha una breve relazione con Naomi. Dixon inizia a comporre musica, ma per l'esagerata richiesta da parte del suo produttore, entrerà nel tunnel della droga, ma riuscirà ad uscirci grazie ad Adrianna, con la quale inizierà una relazione e duetterà con lei nelle sue nuove canzoni. Successivamente, Dixon subirà un gravissimo incidente stradale.
Quinta stagione
Dopo l'incidente, Dixon si concentra molto sul lavoro trascurando Adrianna, la quale inizia a tradirlo con un altro uomo. Dixon mette in piedi una sua etichetta discografica e scrittura Adrianna come artista, ma una volta scoperto del suo tradimento rompe la loro relazione e le rende la vita impossibile. Il ragazzo incontra Megan, la figlia del camionista con il quale Dixon aveva fatto l'incidente: i due iniziano a uscire insieme, ma quando Dixon usa i soldi della casa discografica guadagnati da Adrianna per pagare gli studi di Megan, lei si sente offesa e lo lascia. Adrianna umilia pubblicamente Dixon a un concerto rovinando i suoi affari. Dixon decide di scritturare Michaela, la madre surrogata che tiene in grembo il figlio di Silver, notando che ha bella voce, anche se questo crea il dissenso di Silver che non vuole aggravare le sue condizioni e quelle del bambino, ma la tregedia non si evita, infatti la ragazza affronta un aborto spontaneo. Quando Silver scopre di avere il cancro, Dixon è il primo a starle vicino convincendola a non arrendersi e a combattere contro la malattia.

### Naomi Clark
Naomi Clark è interpretata da AnnaLynne McCord).
Prima stagione
Naomi torna a scuola dopo le vacanze estive, ricominciando subito a dettare gli ordini ai suoi leccapiedi. Conoscerà Annie Wilson una ragazza nuova appena arrivata dal Kansas, grazie alla quale riuscirà a consegnare un compito arretrato da diversi mesi. Quando il padre di Annie,  preside della scuola, verrà a sapere che il compito di Naomi era stato interamente copiato da quello di Annie, Naomi è costretta a scriverne un altro e chiude la sua amicizia con la figlia del preside. Scoprirà che suo padre tradisce sua madre con un'altra donna, cosa che la sconvolgerà molto, e che sua madre ne era al corrente ma che fingeva di non sapere per salvare l'immagine della famiglia. Successivamente i suoi divorzieranno e ne rimarrà afflitta. Durante la festa dei suoi sedici anni, riceverà un messaggio anonimo in cui le verrà svelato che il suo ragazzo Ethan la tradisce.
Naomi pone così fine alla sua leggendaria relazione con lui, ma continua ad essere sua amica, e verrà aiutata nei suoi piani architettati per convincere i suoi genitori a ritornare insieme. In un momento di sconforto torna ad essere amica di Annie, che con il passare del tempo comincerà a vedere quasi come una sorella. Annie svelerà a Naomi di essere innamorata di Ethan, ma Naomi vieterà ai due di essere una coppia. Successivamente la ragazza scoprirà che Annie aveva una storia segreta con Ethan alle sue spalle, e così le due troncheranno nuovamente la loro amicizia. Naomi si dedica così a diverse storielle con i ragazzi della sua scuola, e scoprirà che la sua migliore amica Adrianna fa utilizzo di droghe, e proprio per proteggere l'amica, Naomi viene vista da un poliziotto mentre cerca di gettare la droga di Adrianna nel bagno della scuola. Naomi litiga con Adrianna e la costringe ad andare in una clinica di recupero per tossici, ma torneranno presto amiche. La madre di Naomi partirà per un viaggio di ripresa dopo il divorzio e Naomi alloggia per diverso tempo in un albergo, pur di non stare a contatto con suo padre che disprezza più di ogni altra persona.
Quando Annie verrà lasciata da Ethan, Naomi cercherà di rassicurarla e le due ritorneranno ad essere amiche, e infatti Naomi si trasferisce a casa di Annie per problemi con il padre, accusato di molestie sessuali su una ragazza della West Beverly. Naomi si infatuerà di Liam, un ragazzo che lavorava nel suo albergo, e che solo alla fine diventerà il suo ragazzo. Dopo il ballo scolastico Naomi organizza una festa a casa sua, ma inizialmente è assente a causa del parto della sua migliore amica Adrianna. Quando Naomi arriva alla festa scopre che Liam aveva fatto sesso con una ragazza, e trovando la mantella di Annie nella stanza assieme al ragazzo, suppone che la persona in questione fosse proprio Annie, anche se in realtà si trattava di sua sorella Jen. Naomi scende al piano di sotto dove è in corso la festa, e urla contro Annie, umiliandola e maltrattandola, urlando di non volerla più vedere. Nella scena finale Naomi è sdraiata su sua sorella Jen, che fa finta di consolarla dopo quello che è successo, e lentamente cominciano a sentirsi le sirene della polizia chiamata da Annie per denunciare la festa.
Seconda stagione
Naomi accusa Annie di essere stata con Liam la sera della festa di fine anno scolastico. Liam intanto non riesce a riallacciare i rapporti con Naomi, rimanendo bloccato ed ingannato dalle manipolazioni e dai ricatti di Jen fino a quando, con l'aiuto di alcuni amici fra cui Dixon e Navid, riesce finalmente a smascherare la ragazza, riabilitandosi agli occhi di Naomi. L'idillio non durerà, e i due si allontaneranno a causa dei loro diversi caratteri e per via di un'infatuazione nascente di Liam nei confronti di Annie. Naomi finge delle molestie sessuali da parte di un nuovo professore, Miles Cannon, ma ritratta prima di rovinargli la vita; sfortunatamente però, la sera del ballo di fine anno, la ragazza chiede all'uomo di aiutarla perché ha problemi con l'auto e il professore, consapevole della reputazione da bugiarda di Naomi, inizia sul serio ad abusare di lei.
Terza stagione
Naomi tenta di dimenticare le violenze subite da Cannon tramite alcool e farmaci, ma quando le attenzioni di quest'ultimo si spostano su Silver le due, dopo varie incomprensioni e chiarimenti, provano ad incastrare Cannon a modo loro, prima fallendo e poi riuscendoci. Naomi, dopo una nuova amicizia con Ivy, avrà poi una relazione con Max (Josh Zuckerman); i due decidono di rimanere assieme a prescindere dai propri stili di vita completamente diversi, finché lei non gli rivela di essere incinta. Jen, dopo aver saputo della violenza subita da Naomi da parte di Cannon, tenterà di cambiare radicalmente, mostrando affetto e protezione nei confronti della sorella Naomi. In seguitò però abbandonerà Ryan dopo la nascita del piccolo Jack. Ryan si avvicinerà così a Debbie, in maniera del tutto sorprendente, e alla fine della stagione si trasferiscono a Parigi per dare una mano a Jen e al bambino.
Quarta stagione
Naomi scopre di non essere realmente incinta e questa notizia mette in crisi il suo rapporto con Max e i due si lasciano; nel frattempo compra una villa dove alloggeranno anche Annie, Ivy e Raj, il marito di Ivy, e lavora come organizzatrice di eventi, prima presso una famosa azienda, poi in proprio e instaurerà una relazione con Austin, un nuovo personaggio che sarà anche il coinquilino di Dixon e che difenderà Annie dalla polizia. Alla fine, però, i due si lasciano e sarà nuovamente in crisi quando dovrà organizzare il matrimonio di Max e la sua ragazza. Naomi si accorge di amare ancora Max e ferma il matrimonio irrompendo in chiesa e facendo riflettere il giovane ragazzo, che si dichiarerà e lascerà la sposa scappando con Naomi.

### Ethan Ward
Ethan Ward è interpretato da Dustin Milligan.
All'inizio della prima stagione Ethan è fidanzato con Naomi Clark; la loro relazione è molto aperta. Quando Annie arriva a Los Angeles, Ethan è intrappolato tra le due ragazze, poiché, avendo già avuto una relazione con Annie, l'estate prima, prova allo stesso tempo dei sentimenti per Naomi. Quest'ultima si finge subito amica di Annie, umiliandola svariate volte. Erin Silver posta sul suo blog la storia dell'infedeltà di Ethan nei confronti di Naomi, causando una grave crisi nella coppia. Successivamente Ethan sceglie Annie, e lascia Naomi. Annie ed Ethan decidono di mantenere la loro relazione segreta, mentre Naomi continua a uscire con Ozzy, il ragazzo conosciuto durante le ore di punizione. Naomi organizza un piano ingegnoso per vendicarsi di Annie e rovinare la festa del suo sedicesimo compleanno: fa arrivare dal Kansas Jason, l'ex ragazzo di Annie, che scopre così la sua storia con Ethan. Annie ed Ethan cercano di scappare dall'ondata di caldo andando a Palm Springs. Annie, depressa per non aver ottenuto la parte in uno spettacolo, non vuole partecipare alla festa del cast ma cambia idea e chiama Ethan per farsi venire a prendere a casa. Durante la telefonata, Annie non sente più la voce di Ethan ma solo il rumore di clacson, vetri infranti e uno schianto. Ethan, illeso, fa amicizia con la ragazza coinvolta nell'incidente stradale, Rhonda, una sua compagna del corso di francese, ma Annie è preoccupata perché Ethan sembra più interessato a Rhonda che a lei. Annie è sempre più gelosa di Ethan e Rhonda e usa la storia del passato di Rhonda a suo vantaggio: Ethan l'accusa di essersi comportata male e va da solo al ballo della scuola, al termine del quale Rhonda lo bacia, ma lui la rifiuta perché fidanzato. La relazione di Ethan ed Annie resta solida, ma ci sono nuovi problemi quando Adrianna rivela che Rhonda ed Ethan si sono baciati alla festa. Harry e Debbie sono sorpresi di sapere che Annie abbandona la recita scolastica per trascorrere più tempo con Ethan. Quando Jen, la sorella maggiore di Naomi, si fa viva, Naomi non ha idea che la sorella sta per sconvolgere la vita di tutti, oltre al fatto che Jen è stata la persona con cui Ethan ha perso la verginità. Il ragazzo comincia a provare dei sentimenti per Silver e Dixon ed Ethan litigano perché Dixon accusa l'amico di essere interessato alla sua ragazza ed Ethan, così, confessa i suoi sentimenti per Silver. Quando la ragazza gli chiede spiegazioni, Ethan la bacia e le chiede di essere più che amici o nient'altro.
Nella prima puntata della seconda stagione si scopre che Ethan si è trasferito nel Montana. Il suo personaggio, tuttavia, viene più volte menzionato nel corso della seconda stagione.

### Prof. Ryan Matthews
(interpretato da Ryan Eggold)

### Erin Silver
Erin Silver Taylor è interpretato da Jessica Stroup
Prima Stagione
Finita l'estate Silver ritorna alla West Beverly, dove inizia a frequentare Annie Wilson e suo fratello Dixon. Verrà coinvolta nelle vicende della serie insieme agli altri protagonisti, e avrà una storia con Dixon, che col tempo diventerà sempre più seria. Silver arriverà a farsi tatuare anche il suo nome sulla pelle, e a creare un film con delle scene dei due in intimità. Per questo Dixon sarà costretto a lasciarla, e ad ignorarla sino a quando non scomparirà facendo preoccupare amici e familiari per il suo comportamento maniacale. Scoprirà solo in seguito di essere affetta da un disturbo bipolare e Dixon deciderà di starle vicino. Dopo essere stata derisa da tutti alla West Beverly per il suo film, Silver decide di cambiare scuola e di iscrivere ad una scuola cattolica. Qui sarà costretta da una compagna ad ammettere quello che aveva fatto alla West Beverly, per liberarsi dal peso, in seguito ad un ricatto da parte della compagna di non mangiare più. Proprio per questo si accorge che anche la scuola cattolica, non fa per lei. In seguito a questa serie di avvenimenti inizierà una pseudo-storia con Ethan, che nel frattempo si era innamorato di lei. I due infatti, segretamente, si baceranno nell'ultima puntata.
Seconda Stagione
Ethan si è ormai trasferito da Beverly Hills e Silver è più confusa che mai, tanto che rischierà più volte di compromettere la sua relazione con Dixon, già in crisi. La stabilità del rapporto si troncherà con l'arrivo di un nuovo alunno alla West Beverly: Teddy, che dopo averle scoperto sul telefono un messaggio di Ethan che si riferiva ad un bacio fra i due, lo ridirà a Dixon, facendo finire la storia fra lui e Silver. Nel frattempo, si trova fra le due amiche storiche, Annie e Naomi, che si fanno la guerra a vicenda, nonostante si sia avvicinata molto più al duo Naomi-Adrianna. Scopre successivamente che sua madre Jackie è malata di cancro, e per questo decide di aiutarla, trasferendosi addirittura con lei nel corso della stagione, per passare insieme i suoi ultimi mesi. Ovviamente, sua sorella Kelly non sarà d'accordo, a causa delle avventure spiacevoli con la madre. Silver si trova sempre più affascinata dal nuovo studente Teddy, tanto che l'aiuterà perfino a superare il dolore e lo sconforto per la madre, mostrandole un particolare trucco per scaricare la tensione…
Terza stagione
Adrianna viene coinvolta in un incidente d'auto in cui Javier (Diego Boneta) perde la vita; ne approfitterà per appropriarsi delle sue canzoni, raggiungendo una notorietà incredibile – fino a quando il suo stesso manager non farà luce sulla vicenda. Il successo di Adrianna la porta ad allontanarsi da Navid, proprio quando lui ha maggiormente bisogno di qualcuno che gli stia accanto, a causa dei molteplici problemi sorti nella sua famiglia. Troverà allora conforto in Silver, che intanto si è lasciata alle spalle la storia con Teddy, complicatasi prima a causa della dipendenza dall'alcool e infine dalla scoperta e dichiarazione della sua omosessualità. Silver e Navid iniziano ad avere una relazione, alimentando il triangolo con Adrianna, risolto nella felicità dei due; Adrianna verrà allontanata da tutti, avendo causato volontariamente alcuni problemi a Silver, legati al suo disturbo bipolare, per vendicarsi.
Quarta stagione
Il rapporto tra Silver e Navid inizierà a decollare quando Navid cercherà (anche mettendo a repentaglio la sua stessa vita) di mandare allo scoperto le azioni malavitose di suo zio nell'azienda che gestiscono. Dovrà anche ospitare sua sorella minore, poiché l'unica rimasta a Beverly Hills insieme a lui. Silver, più avanti, scopre di aver ereditato la malattia della madre e chiede a Liam di mantenere il segreto. Presto tra i due nasce un rapporto intimo. Silver decide di avere un bambino, ma mentre per Liam è ancora troppo presto, Navid accetta la proposta in cambio di un fidanzamento ufficiale con la ragazza. Quest'ultima, però, non vuole complicazioni sentimentali e scarta entrambi scegliendo il suo migliore amico Teddy, gay dichiarato e felicemente fidanzato.

### Navid Shirazi
Navid Shirazi è interpretato da Michael Steger e doppiato da Paolo Vivio.
Prima stagione
Nella prima stagione Navid ha una storia d'amore con Adrianna. La ragazza rimane incinta di Ty Collins, ex fiamma dell'amica Annie, e Navid decide di aiutarla durante la gravidanza. Quando nasce la bambina, Adrianna decide di darla in adozione.
Seconda stagione
Adrianna lascia Navid infatuandosi del nuovo arrivato Teddy Montgomery, ma si pente della sbandata e cerca di tornare con il ragazzo. Non riuscendoci immediatamente, comincia a frequentare la compagna di scuola Gia Mannetti, scoprendo un suo lato saffico; ma Gia dopo un litigio la tradisce, ponendo fine alla loro relazione. Ciò permette ad Adrianna di tornare finalmente con Navid, ancora innamorato di lei.
Terza stagione
Silver e Navid iniziano ad avere una relazione, alimentando il triangolo con Adrianna, risolto nella felicità dei due; Adrianna verrà allontanata da tutti, avendo causato volontariamente alcuni problemi a Silver, legati al suo disturbo bipolare, come forma di vendetta.
Quarta stagione
Il rapporto tra Silver e Navid si rafforzerà quando Navid cercherà (anche mettendo a repentaglio la sua stessa vita) di mandare allo scoperto le azioni malavitose di suo zio nell'azienda che gestiscono; dovrà anche ospitare sua sorella minore, poiché l'unica rimasta a Beverly Hills insieme a lui dopo che l'intera famiglia si è trasferita in Svizzera. Silver, più avanti, inizierà a provare qualcosa, ricambiata, per Liam. Hanno un rapporto sessuale e Navid lo scopre, così si lasciano. Successivamente Silver decide di avere un bambino, ma deve decidere tra Liam e Navid, ma nessuno dei due è interessato, così sceglie Teddy.
Quinta stagione
Navid decide di acquistare il locale di Liam per trasformarlo in un night-club, l'attività ha successo, ma il ragazzo vede un video sul cellulare di un cliente con Liam in intimità con una ragazza, e pensando erroneamente che fosse Silver (per il quale prova ancora qualcosa), decide di vendicarsi su di lui, ma senza volerlo diffonde il video inconsapevole che la ragazza con il quale stava Liam era la sua nuova fidanzata, Lindsey Beckwith, che sentendosi umiliata lascia Liam. Navid cerca di farsi perdonare, ma Liam decide di tenere le distanze da lui. Successivamente Liam lo perdona, intanto Navid usa il suo aiuto per entrare in una confraternita molto esclusiva dell'università, uno degli esponenti, Campbell Price, inizia però a creare dei problemi a Liam e Navid. Intanto Adrianna si sente sola, per via dei litigi con Silver a causa del fatto che provavano attrazione per lo stesso uomo (Mark Holland), e quindi Navid cerca di stargli vicino, e i due finiscono a letto insieme. I due iniziano una relazione basata solo sull'intesa fisica, ma gradualmente i due si rendono conto di provare ancora dei sentimenti l'uno per l'altra, intanto Campbell obbliga Navid a imbrogliare a degli esami, infine lui e Liam organizzano un piano per mettere Campbell nei guai, il quale viene sospeso dall'università. Durante il concerto di Adrianna, a causa di un incidente, il palcoscenico crolla, e Adrianna rimane coinvolta nelle macerie, ma Navid entra per restarle vicino giurandogli che una volta superata la cosa i due si costruiranno un futuro insieme. I soccorsi aiutano Navid e Adrianna a uscire dall'edificio e i due tornano ufficialmente insieme.

### Debbie Wilson
(interpretata da Lori Loughlin)
Ex moglie di Harry Wilson e madre di Annie e Dixon Wilson, lavora inizialmente come fotografa di moda. La famiglia si trasferisce a Beverly Hills per prendersi cura della mamma di Harry.

### Tabitha Wilson
(interpretata da Jessica Walter)
Tabitha è la matriarca della famiglia Wilson e la madre di Harry Wilson. Era molto famosa nel corso degli anni 70. Lei è la causa della partenza della famiglia di Wilson dal Kansas. Lei non va d'accordo molto bene con Debbie, spesso scontrandosi sulle regole della casa. Tabitha è stata cancellata dallo spettacolo per tornare a fare televisione e lavoro in un film che l'ha portata via da Beverly Hills.

### Adrianna Tate-Duncan
Adrianna Tate-Duncan è interpretato da Jessica Lowndes e doppiato da Valentina Mari.
Prima stagione
Adrianna è la migliore amica di Naomi. Una bambina prodigio, che è entrata nel tunnel della droga. Per fortuna incontra Navid, un ragazzo persiano, che la aiuta a superare i suoi problemi e la gravidanza: la figlia, Macy, viene subito data in adozione, anche se all'inizio Adrianna ci ripensa: il padre è Ty Collins (Adam Gregory).
Seconda stagione
Adrianna lascia Navid infatuandosi di Teddy (che poi scoprirà di essere gay) ma si pente della sbandata e cerca di tornare con il ragazzo. Non riuscendoci immediatamente, prende però a frequentare la compagna di scuola Già (Rumer Willis), scoprendo un suo lato saffico; ma Già dopo un litigio la tradisce, ponendo fine alla loro relazione. Ciò permette ad Adrianna di tornare finalmente con Navid, ancora innamorato di lei.
Terza stagione
Adrianna viene coinvolta in un incidente d'auto in cui Javier (Diego Boneta) perde la vita; ne approfitterà per appropriarsi delle sue canzoni, raggiungendo una notorietà incredibile fino a quando il suo stesso manager non farà luce sulla vicenda. Il successo di Adrianna la porta ad allontanarsi da Navid, proprio quando lui ha maggiormente bisogno di qualcuno che gli stia accanto, a causa dei molteplici problemi sorti nella sua famiglia. Troverà allora conforto in Silver, che intanto si è lasciata alle spalle la storia con Teddy, a causa di una dipendenza dall'alcool di quest'ultimo. Silver e Navid iniziano intanto ad avere una relazione, alimentando il triangolo con Adrianna, risolto nella felicità dei due; Adrianna verrà allontanata da tutti, avendo causato volontariamente alcuni problemi a Silver, legati al suo disturbo bipolare, come forma di vendetta.
Quarta stagione
Adrianna sarà assunta nel nuovo bar di Liam. Dixon entrerà nel tunnel della droga, ma riuscirà ad uscirci grazie anche ad Adrianna, tornata dall'Africa in cerca di pace. Silver inizia ad uscire con un insegnante del college che si scoprirà essere il padre di Macy, la figlia naturale di Adrianna, che ha abbandonato 3 anni prima e che riuscirà a far riappacificare dopo tanta fatica Silver e Adrianna. Silver, più avanti, inizierà a provare qualcosa, ricambiata, per Liam. Successivamente Dixon subirà un gravissimo incidente stradale.

### Liam Court
Liam Court è interpretato da Matt Lanter e doppiato da Gabriele Lopez.
Prima stagione
Liam è il barista di un lussuoso hotel a Beverly Hills, lo stesso in cui Naomi vive dopo la separazione dei suoi genitori. La ragazza si innamora di Liam e decide di fare il primo passo facendogli recapitare a casa, grazie all'aiuto di un dipendente dell'hotel, un invito a cena. Il ragazzo, però, non si presenta e il giorno dopo Naomi scopre che Liam è uno studente della West Beverly Hills High: è un brillante studente, ma non si applica e aveva deciso di saltare la scuola all'insaputa dei suoi genitori per poter lavorare in quell'hotel. La sua famiglia ha scoperto tutto e Liam si ritrova costretto a lasciare il lavoro per tornare a studiare, prendendosela inizialmente con Naomi, con la quale, nel corso delle puntate, instaura una relazione d'amore. Durante una festa a casa di Naomi, incontra Jen Clark: quest'ultima le dice che è una vicina di casa di Naomi e i due finiscono a letto insieme. Solo dopo il ragazzo scopre che in realtà Jen è la sorella maggiore di Naomi. Quest'ultima, venuta a conoscenza del tradimento, pensa che Liam sia andato a letto con Annie e decide di troncare il rapporto.
Seconda stagione
Annie viene isolata da tutti gli amici, perché accusata ingiustamente da Naomi di essere stata con Liam la sera della festa. Liam, intanto, non riesce a riallacciare i rapporti con Naomi, rimanendo bloccato ed ingannato dalle manipolazioni e dai ricatti di Jen fino a quando, con l'aiuto dei suoi amici, riesce finalmente a smascherare la ragazza, riabilitandosi agli occhi di Naomi. L'idillio non durerà e i due si allontaneranno a causa dei loro diversi caratteri e per via di un'infatuazione nascente di Liam nei confronti di Annie.
Terza stagione
Annie e Dixon affrontano la separazione dei genitori e la conseguente partenza del padre, nonché l'arrivo della cugina Emily (Abbie Cobb), la quale causerà non pochi problemi, derivati della sua infatuazione per Liam e della sua ossessione per Annie. Nel frattempo Annie inizia ad uscire con il fratellastro di Liam, Charlie (Evan Ross), il quale capirà col tempo che la persona di cui Annie è innamorata non è lui, bensì Liam. Compreso ciò decide di lasciare la ragazza e trasferirsi a Parigi, risolvendo così anche i vecchi rancori che lo legavano al fratello, e permettendogli dunque di poter stare finalmente con Annie.
Quarta stagione
La storia tra Annie e Liam vivrà alti e bassi, dovuti a diverse situazioni: Liam chiede ad Annie di sposarlo, lei rifiuta ben due volte e Liam ubriaco sperpera tutto il suo denaro per comprare un bar che gestirà con successo prima insieme a Jane, un nuovo arrivo a Beverly Hills (si tratta della moglie di un suo amico defunto, che poi si scoprirà vivo, rimasta incinta prima della morte di quest'ultimo. Insieme si ritroveranno e andranno via da Beverly Hills); in seguito assumerà Adrianna come cameriera e ad aiutare a gestirlo ci sarà anche la sua nuova ragazza Vanessa, che incontrerà Liam dopo averlo investito (in realtà Vanessa finge di non aver mai investito l'uomo dopo aver visto una sua immagine su un tabellone pubblicitario, subito dopo aver provocato l'incidente). Annie scoprirà che Vanessa ha diverse personalità e metterà in guardia Liam, che però non decide di lasciarla, bensì di continuare la sua relazione. Annie inizialmente avrà dei problemi a riscuotere il denaro avuto dopo la morte di Marla, e dovrà lavorare come escort insieme a Bree (una sua amica di college), per poter aiutare il fratello Dixon a disintossicarsi. Silver, più avanti, inizierà a provare qualcosa, ricambiata, per Liam. E diventano amanti. Infine Silver vuole rimanere incinta, ma Liam non vuole avere questa responsabilità, così lei decide per Teddy.

### Teddy Montgomery
Teddy Montgomery è interpretato da Trevor Donovan e doppiato da Patrizio Cigliano.
Seconda stagione
Teddy arriva a Beverly Hills e si presenta come vecchio amico e ragazzo di Adrianna, con la quale ha un piccolo flirt. Silver, che ha lasciato Dixon, tenta di riconquistarlo. Non riuscendoci inizia poi una relazione con il nuovo arrivato Teddy; una relazione complicata dai comportamenti da playboy e dalla vita da sportivo (cerca infatti di diventare un tennista professionista) di quest'ultimo. Adrianna lascia Navid infatuandosi di Teddy, ma si pente della sbandata e cerca di tornare con il ragazzo.
Terza stagione
Silver, che si è lasciata alle spalle la storia con Teddy, prima a causa di una dipendenza dall'alcool di quest'ultimo, ed in seguito a causa del suo rivelarsi omosessuale. Teddy infatti, dopo una sua breve relazione con Ian (Kyle Riabko), inizierà ad uscire con Marco (Freddie Smith), un giovane di umili origini con la passione per il calcio.
Quarta stagione
Silver, non sapendo chi scegliere come padre per il suo bambino, tra Liam e Navid, finisce per scegliere il suo migliore amico, il ragazzo gay Teddy.
Quinta stagione
Inizialmente Teddy era ben disposto a offrire il suo seme a Silver, accettando la condizione di non far parte della vita del piccolo, e di lasciare a Silver la custodia unica del bambino, ma il suo ragazzo, Shane, lo convince a cambiare idea ritenendo che Teddy come padre debba far parte della vita del piccolo. Inizia così una vera lotta tra Silver e Teddy, ma alla fine quest'ultimo a malincuore decide di donare il seme a Silver promettendo di stare lontano dal piccolo, ma impone a Silver una condizione, a portare avanti la gravidanza sarà Michaela, la sorella si Shane, dunque Silver, se pur riluttante, accetta non avendo altra scelta. Purtroppo Michaela subisce un aborto spontaneo, perdendo il bambino, e dunque Silver si vede costretta a rinunciare a fare la madre, Teddy le rimane vicino scusandosi con lei riconoscendo che non avrebbe dovuto intromettersi spingendo Michaela a portare avanti la gravidanza al posto di Silver, ammettendo di aver fatto uno sbaglio, perché si rende conto che lui voleva quel bambino solo per orgoglio, mentre Silver solo per amore. La ragazza, tuttavia, è ben consapevole che la sua amicizia con Teddy non sarà più la stessa, ma gli confida che in un momento così doloroso è felice di avere lui al suo fianco.

### Ivy Sullivan
Ivy Sullivan è interpretato da Gillian Zinser e doppiato da Monica Vulcano.
Seconda stagione
Ivy si mette con Liam, ma poi si lasciano e lei incomincia una finta relazione con Dixon, per far ingelosire Silver, ex di Dixon, e Liam. Alla fine, però, tra i due scoppia una vera e propria relazione.
Terza stagione
Dixon entra nel panico credendo di essere affetto da AIDS; la sua freddezza porta Ivy a tradirlo col nuovo arrivato Oscar, un vecchio amico di Ivy, cosa che metterà fine alla loro storia. Successivamente Ivy inizierà a fare uso di marijuana e nel frattempo conosce Raj, un ragazzo malato di cancro che utilizza la droga come antidolorifico, il quale trova nell'amore di Ivy la forza per iniziare a curarsi e andare avanti. I due si sposano.
Quarta stagione
Ivy e Raj affrontano un matrimonio difficile a causa della malattia del ragazzo, che lo porterà però ad una (fasulla) guarigione: sembra, infatti, che il tumore sia svanito, ma in realtà solo Raj viene a sapere che le analisi erano sbagliate e decide di lasciare la moglie per evitare di farla soffrire. Dopo la separazione, Ivy conosce Diego, un artista di strada, che l'aiuterà a superare l'improvvisa e inaspettata morte di Raj. I due cominciano una relazione e Ivy, nell'ultima puntata della quarta stagione, lascia la città per trasferirsi a Città del Messico e iniziare una nuova vita con Diego.

## Personaggi secondari
- Kelly Taylor (stagioni 1-2), interpretata da Jennie Garth, doppiata da Daniela Calò.
Madre di Sammy e consulente scolastica della "West Beverly".
- Brenda Walsh (stagione 1), interpretata da Shannen Doherty, doppiata da Barbara Berengo Gardin.
Attrice e regista, formatasi a Londra dopo esservisi trasferita.
- Donna Martin (stagione 1), interpretata da Tori Spelling, doppiata da Alessandra Korompay.
Stilista di successo formatasi in Giappone.
- Nat Bussichio (stagione 1), interpretato da Joe E. Tata, doppiato da Silvio Anselmo.
Proprietario del "Peach Pit".
- Jackie Taylor (stagioni 1-2), interpretata da Ann Gillespie, doppiata da Lorenza Biella.
Madre di Kelly Taylor e di Erin Silver.
- Tracy Clark (stagione 1, 5), interpretata da Christina Moore, doppiata da Giò Giò Rapattoni.
Madre di Naomi, ex moglie di Charles Clark.
- Charles Clark (stagione 1-2), interpretata da James Patrick Stuart, doppiato da Fabrizio Pucci.
Padre di Naomi, ex marito di Tracy Clark.
- George Evans (stagione 1), interpretato da Kellan Lutz, doppiato da Patrizio Cigliano.
Studente del West Bev atletico e altezzoso.
- Ty Collins (stagione 1, 5), interpretato da Adam Gregory, doppiato da Fabrizio De Flaviis.
Studente della "West Beverly", interesse amoroso di Annie Wilson e padre della bambina di Adrianna Tate-Duncan.
- Constance Tate-Duncan (stagioni 1-3), interpretata da Maeve Quinlan, doppiata da Francesca Fiorentini.
La madre di Adrianna.
- Kimberly McIntyre (stagione 1), interpretata da Jessica Lucas, doppiata da Letizia Scifoni.
Una poliziotta della narcotici in incognito al West Bev.
- Omar Shirazi (stagioni 1-4), interpretato da Shaun Duke, doppiato da Saverio Moriones.
Padre di Navid Shirazi.
- Atoosa Shirazi (stagioni 1-3), interpretata da Fabiana Udenio, doppiata da Rita Baldini.
Madre di Navid Shirazi.
- Rhonda Kimble (stagione 1), interpretata da Aimee Teegarden, doppiata da Eva Padoan.
Brava ragazza del West Bev cui si interessa Ethan.
- Dana Bowen (stagioni 1-2), interpretata da April Parker Jones, doppiata da Diana Anselmo.
Madre naturale di Dixon Wilson.
- Jen Clark (stagioni 1-4), interpretata da Sara Foster, doppiata da Domitilla D'Amico.
Sorella di Naomi Clark.
- Sasha (stagione 2-3), interpretata da Mekia Cox, doppiata da Emanuela Damasio.
Interesse amoroso di Dixon Wilson.
- Jasper Herman (stagione 2, 5), interpretato da Zachary Ray Sherman, doppiato da Marco Vivio.
Studente della "West Beverly", interesse amoroso di Annie Wilson.
- Gia Mannetti (stagione 2), interpretata da Rumer Willis, doppiata da Federica De Bortoli.
Studentessa della "West Beverly", interesse amoroso di Adrianna Tate-Duncan.
- Colleen Sarkossian (stagioni 2, 4), interpretata da Sarah Danielle Madison, doppiata da Roberta Greganti.
Madre di Liam Court.
- Jeffrey Sarkossian (stagione 2), interpretato da John Schneider, doppiato da Saverio Indrio.
Patrigno di Liam Court.
- Kai (stagione 2), interpretato da Greg Vaughan, doppiato da Giorgio Borghetti.
Maestro di yoga di Debbie Wilson.
- Finn Court (stagione 2), interpretato da Scott Patterson, doppiato da Pasquale Anselmo.
Padre di Liam Court.
- Laurel Cooper (stagione 2-in corso), interpretata da Kelly Lynch, doppiata da Roberta Paladini.
Madre di Ivy Sullivan.
- Miles Cannon (stagioni 2-3), interpretato da Hal Ozsan, doppiato da Vittorio Guerrieri.
Professore della "West Beverly" e supervisore del "Blaze"; molesta Naomi e finisce per stuprarla.
- Spence Montgomery (stagione 2), interpretato da Ryan O'Neal, doppiato da Gino La Monica.
Padre di Teddy Montgomery e famoso attore.
- Javier Luna (stagioni 2-3), interpretato da Diego Boneta, doppiato da David Chevalier.
Collega di Adrianna Tate-Duncan.
- Oscar (stagione 3), interpretato da Blair Redford, doppiato da Davide Perino.
Interesse amoroso di Ivy Sullivan.
- Katharine Upton (stagione 3), interpretata da Lisa Waltz, doppiata da Ilaria Latini.
Datrice di lavoro di Annie Wilson.
- Charlie Selby (stagione 3), interpretato da Evan Ross, doppiato da Gabriele Patriarca.
Interesse amoroso di Annie Wilson.
- Victor Luna (stagione 3), interpretato da Nestor Serrano, doppiato da Paolo Maria Scalondro.
Zio di Javier Luna e spietato manager.
- Ian Chrismoth (stagione 3), interpretato da Kyle Riabko, doppiato da Emiliano Coltorti.
Interesse amoroso di Teddy Montgomery.
- Laura Mathison (stagione 3), interpretata da Amelia Rose Blair, doppiata da Valentina Favazza.
Interesse amoroso di Liam Court.
- Emily Bradford (stagione 3, 5), interpretata da Abbie Cobb, doppiata da Veronica Puccio.
Cugina di Annie e Dixon Wilson.
- Guru Sona (stagione 3), interpretata da Claudia Black, doppiata da Ludovica Modugno.
Maestro spirituale di Naomi Clark e truffatrice.
- Marco Salazar (stagione 3), interpretato da Freddie Smith, doppiato da Federico Di Pofi.
Interesse amoroso di Teddy Montgomery.
- Max Miller (stagioni 3-5), interpretato da Josh Zuckerman, doppiato da Flavio Aquilone.
Interesse amoroso di Naomi Clark.
- Raj Kehr (stagioni 3-4), interpretato da Manish Dayal, doppiato da Luca Ferrante.
Interesse amoroso di Ivy Sullivan.
- Marla Templeton (stagione 3), interpretata da Sally Kellerman, doppiata da Paila Pavese.
Datrice di lavoro di Annie Wilson e famosa stella del cinema.
- Austin Tallridge (stagione 4, 5), interpretato da Justin Deeley, doppiato da Edoardo Stoppacciaro.
Coinquilino di Dixon e compagno di college di Annie e Naomi.
- Holly Strickler (stagione 4), interpretata da Megalyn Echikunwoke, doppiata da Chiara Gioncardi.
Presidentessa di una confraternita ambita da Naomi e nemica di quest'ultima.
- Leila Shirazi (stagione 4), interpretata da Summer Bishil, doppiata da Erica Necci.
Sorella di Navid che vive per un po' con il fratello e Silver.
- Jeremy (stagione 4), interpretato da Matt Cohen, doppiato da Federico Di Pofi.
Erede di Marla che contesta ad Annie la sua eredità.
- Amal Shirazi (stagione 4), interpretato da Anthony Azizi, doppiato da Marco Mete.
Lo zio disonesto di Navid.
- Jane (stagione 4), interpretata da Kristina Apgar, doppiata da Letizia Ciampa.
Una giovane vedova legata a Liam.
- Bree (stagione 4), interpretata da Cameron Goodman, doppiata da Valentina Favazza.
Membro della confraternita di Annie che mette quest'ultima in un giro di escort.
- Alana Gordon (stagione 4), interpretata da Sarah Hagan, doppiata da Joy Saltarelli.
Una ragazza insicura che stringe amicizia con Naomi.
- Jim (stagione 4), interpretato da Stephen Amell, doppiato da Guido Di Naccio.
Il marito disperso e ritenuto defunto di Jane, nonché amico di Liam.
- Nick (stagione 4), interpretato da Sean Wing, doppiato da Emiliano Coltorti.
Uno studente della CU interessato alla fotografia.
- Shane (stagioni 4-5), interpretato da Ryan Rottman, doppiato da Andrea Mete.
Un ragazzo gay molto sicuro di sé.
- Marissa Harris-Young (stagione 4), interpretata da Brandy Norwood, doppiata da Emanuela Baroni.
Rivale alle elezioni politiche dello zio di Teddy.
- Patrick Westhill (stagioni 4-5), interpretato da Chris McKenna, doppiato da Fabio Boccanera.
Un affermato professionista che si interessa ad Annie.
- Agente Kat (stagione 4), interpretata da Tiffany Hines, doppiata da Perla Liberatori.
Una giovane agente di polizia che cerca di aiutare Navid ad incastrare Amal.
- Sheila (stagione 4), interpretata da Dina Meyer, doppiata da Alessandra Cassioli.
Un'agente di moda che prende a cuore la carriera di Liam.
- Greg (stagione 4), interpretato da Niall Matter, doppiato da Nanni Baldini.
Nuovo interesse amoroso di Silver.
- Rachel Gray (stagione 4, 5), interpretata da Michelle Hurd, doppiata da Alessandra Korompay.
Nuovo capo di Naomi e madre di Holly.
- Vanessa Shaw (stagioni 4-5), interpretata da Arielle Kebbel, doppiata da Myriam Catania.
Ragazza che si interessa a Liam.
- Diego Flores (stagione 4), interpretato da Yani Gellman, doppiato da Daniele Raffaeli.
Cattivo ragazzo che si interessa ad Ivy.
- Preston Hillingsbrook (stagione 4), interpretato da Nick Zano, doppiato da Fabrizio Vidale.
Playboy che arriva a sconvolgere gli equilibri del gruppo.
- Caleb Walsh (stagione 4), interpretato da Robert Hoffman, doppiato da Alessandro Quarta.
Un ragazzo che studia per entrare in seminario.
- Alec Martin (stagione 5), interpretato da Trai Byers, doppiato da Fabrizio Picconi.
Il socio in affari e vecchio amico di Max.
- Taylor Williams (stagione 5), interpretato da Wes Brown, doppiato da Guido Di Naccio.
Un regista di videoclip musicale che ha una breve storia con Adrianna.
- Riley Wallace (stagione 5), interpretato da Riley Smith, Federico Di Pofi.
Un ragazzo paraplegico con cui Annie ha una storia.
- Megan (stagione 5), interpretata da Jessica Parker Kennedy, doppiata da Eva Padoan.
La figlia dell'uomo che ha causato l'incidente stradale di Dixon con cui quest'ultimo ha poi una storia.
- Bruce Woodbridge (stagione 5), interpretata da Amber Stevens, Stella Musy.
Una ragazza che entra in affari con Max.
- Colin Bell (stagione 5), interpretato da Rob Mayes, doppiato da Niseem Onorato.
Un ragazzo che avvicina Annie solo per fare spionaggio industriale a Max.
- Lindsey Beckwith (stagione 5), interpretata da Peyton List, doppiata da Roberta De Roberto.
Una professoressa della CU che ha una breve storia con Liam.
- Campbell Price (stagione 5), interpretato da Grant Gustin, doppiato David Chevalier.
Un ricco studente della CU che coinvolge Navid e Liam in attività clandestine.
- Ashley Howard (stagione 5), interpretata da Natalie Morales, doppiato da Tatiana Dessi.
Una stalker che si finge poliziotto per avvicinare Liam.
- Mark Holland (stagione 5), interpretato da Charlie Weber, doppiato da Massimiliano Manfredi.
Il fratellastro di Annie e Naomi.
- Michaela (stagione 5), interpretata da Lyndon Smith, doppiata da Emanuela Damasio.
La sorella di Shane scelta come madre surrogato del bambino di Silver e Teddy.
- Sydney Price (stagione 5), interpretata da Melissa Ordway, doppiata da Chiara Gioncardi.
Una donna che decide di finanziare l'attività da tavole di surf di Liam e matrigna di Campbell.
- Jordan Welland (stagione 5), interpretato da Robbie Jones, doppiato da Niseem Onorato.
Un uomo d'affari di cui si innamora Naomi.